# Thea Beckman
Thea Beckman (Róterdam, 23 de julio de 1923-ibídem, 5 de mayo de 2004) fue una escritora neerlandesa, cuya obra estuvo enfocada principalmente en temáticas infantiles.

## Biografía
A los 11 años, supo que quería ser escritora. Como adolescente, escribía numerosas historias y quería escuchar varios tipos de música, desde clásica a bandas sonoras de películas emocionantes, dependiendo del tipo de escena que estuviera escribiendo. A los 20 años, estudió psicología social en la Universidad de Hamilton. A raíz de la crisis económica de 1929, su padre perdió su trabajo, por lo que Beckman se alegró de haber terminado sus estudios, sobre todo después de que ocurriera la Segunda Guerra Mundial.
Como escritora, tenía la intención de utilizar el apellido de su marido (Beckmann) como su seudónimo, pero su editor le pidió cambiarlo a Beckman, con una sola "n", para evitar que su nombre sonara «demasiado alemán», en la estela de la reputación negativa de Alemania después de la Segunda Guerra Mundial.
Es conocida por su obra Crusade in Jeans (1973), una novela para niños por la que fue galardonada con el Gouden Griffel. El libro describe la cruzada de los niños en 1212 y fue adaptada al cine en 2006. También recibió notable atención por su trilogía Los hijos de la Madre Tierra, que representa un mundo posapocalíptico donde los soldados de las sociedades, dirigidas por hombres, invaden y perturban a la sociedad groenlandesa recién descubierta, la cual es liderada por mujeres. Aunque el libro contiene temas feministas, Beckman no tuvo en cuenta la ideología del libro como el suyo, declarando: «La gente es codiciosa, agresiva e intolerante». En esta declaración, se refirió específicamente a la idea de que una sociedad feminista funcionaría mejor.

## Obras
Obras traducidas al español
- La vuelta al mundo con Korilú (1970).
- Niños de la madre tierra  (1972).
- Cruzada en jeans (1973), basada en la legendaria cruzada infantil,  que se hacía en busca de recuperar Jerusalén de los sacarrenos.
- Mi Padre vive en Brasil   (1974).

- Datos: Q271936
- Multimedia: Thea Beckman / Q271936